# John Hodgman

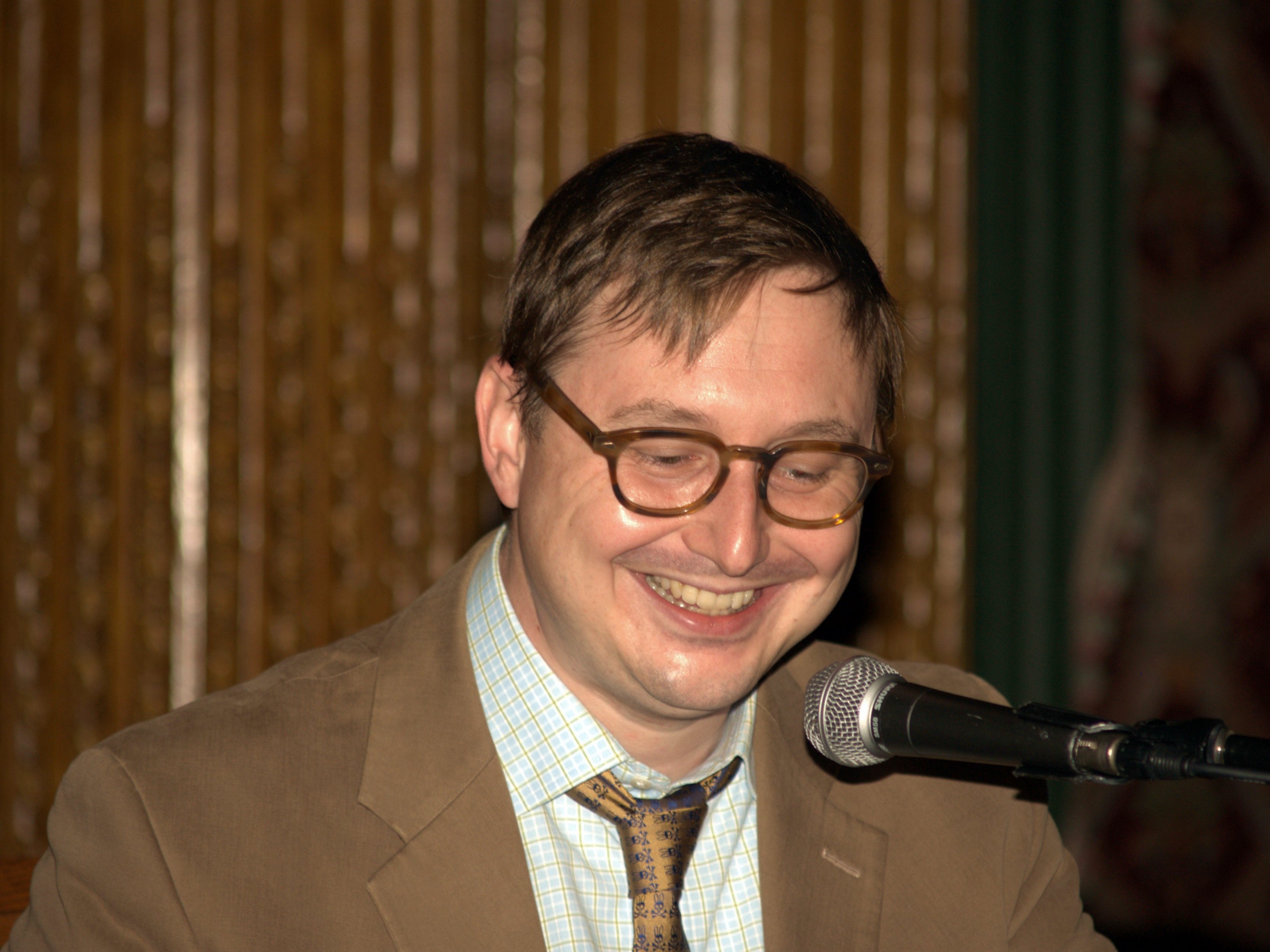
John Hodgman in 2010

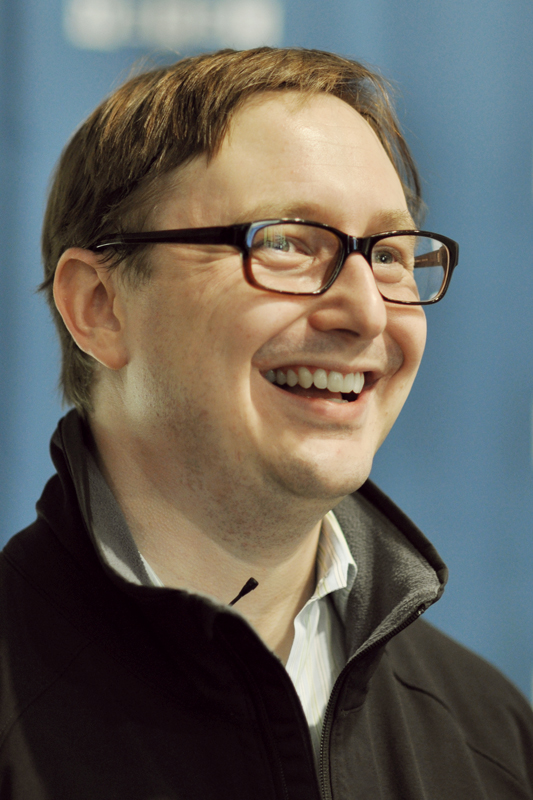
John Hodgman in 2008

John Kellogg Hodgman (Brookline (Massachusetts), 3 juni 1971) is een Amerikaans acteur, stemacteur, filmproducent, filmregisseur, scenarioschrijver, auteur en komiek.

## Biografie
Hodgman werd geboren en groeide op in Brookline (Massachusetts) als zoon van een verpleegster en CEO van Massachusetts Technology Development Corporation en professor van Tuftsuniversiteit. Hij doorliep de high school aan de Brookline High School aldaar, waar hij actief werd als editor voor een lokaal tijdschrift  genaamd Samidat. In zijn laatste jaar was hij ook actief als gastpresentator op een lokaal radiostation. Hierna studeerde hij in 1994 af in literatuur aan de Yale-universiteit in New Haven (Connecticut). Voordat hij naamsbekendheid kreeg als auteur werkte hij als literair agent voor een bedrijf in New York. 
Hodgman promootte op 16 november 2005 zijn eerste boek The Areas of My Expertise in de televisieprogramma The Daily Show. De presentator Jon Stewart omschreef het boek als zeer grappig, en vond de gebruikte hobonamen in het boek het werk van een genie. Na zijn eerste optreden in The Daily Show keerde hij nog regelmatig terug als gastpresentator. Naast optredens in deze show werd hij ook gevraagd voor optredens in andere televisieprogramma's. 
Hodgman begon in 2005 met acteren voor televisie in de film Venue Songs, waarna hij nog meerdere rollen speelde in films en televisieseries.  

## Filmografie

### Films
Uitgezonderd korte films.
- 2023 The Venture Bros.: Radiant Is the Blood of the Baboon Heart - als Snoopy (stem)
- 2015 3rd Street Blackout - als Gary Voonerjab
- 2015 Pitch Perfect 2 - als Tone Hangers
- 2014 Learning to Drive - als autoverkoper
- 2013 Codefellas - als Henry Topple
- 2013 The English Teacher - als ongemotiveerde man
- 2013 Movie 43 - als pinguïn
- 2012 Eugene! - als John Hodgman
- 2011 Treatment - als Graham
- 2011 Arthur - als manager snoepwinkel
- 2010 The Best and the Brightest - als Henry
- 2009 The Invention of Lying - als huwelijksplanner
- 2009 Coraline - als Charlie Jones (stemrol)
- 2008 Baby Mama - als vruchtbaarheidsspecialist
- 2005 Venue Songs - als miljonair

### Televisieseries
Uitgezonderd eenmalige gastrollen.
- 2023 Up Here - als Tom - 8 afl.
- 2020-2022 Dicktown - als John Hunchman (stem) - 20 afl.
- 2019-2021 DuckTales - als John Rockerduck (stem) - 4 afl.
- 2020 Kipo and the Age of Wonderbeasts - als Good Billions (stem) - 6 afl.
- 2016-2020 Blindspot - als hoofdinspecteur Jonas Fischer - 4 afl.
- 2019 The Tick - als Hobbes - 5 afl.
- 2016-2019 Jon Glaser Loves Gear - als Gear-i - 10 afl.
- 2009-2018 The Venture Bros. - als diverse stemmen - 7 afl.
- 2016 Red Oaks - als Travis - 4 afl.
- 2016 Milo Murphy's Wet - als voorman - 3 afl.
- 2014-2015 The Knick - als dr. Henry Cotton - 3 afl.
- 2015 Blunt Talk - als David Frisch - 2 afl.
- 2014-2015 Married - als Bernie - 12 afl.
- 2014 Mozart in the Jungle - als Marlon - 3 afl.
- 2013-2014 Wander Over Yonder - als Lord of Illumination - 2 afl.
- 2009-2011 Bored to Death - als Louis Greene - 8 afl.

### Filmproducent
- 2013 John Hodgman: Ragnarok - film

### Filmregisseur
- 2022 Dicktown - televisieserie - 3 afl.

### Scenarioschrijver
- 2020-2022 Dicktown - televisieserie - 20 afl.
- 2013 John Hodgman: Ragnarok - film
- 2011 That Is All - korte film
- 2005 Venue Songs - film

## Auteur
- 2011 That Is All (ISBN 0-525-94908-9)
- 2008 More Information Than You Require (ISBN 0-525-95034-6)
- 2005 The Areas of My Expertise (ISBN 0-525-94908-9)

- Gemeinsame Normdatei: 1159603812
- International Standard Name Identifier: 0000 0000 4928 6119
- Library of Congress Control Number: n2005012573
- MusicBrainz: 80c6082e-8794-42b6-87a1-9565d8d5abb0
- Nationale Bibliotheek van Polen: a0000003581300
- SNAC: w65j1nr0
- Virtual International Authority File: 48630195
- WorldCat: E39PBJyrWmJ6qjftQWQbr669Xd